# کارلا ماچلونی
کارلا ماچلونی (انگلیسی: Carla Macelloni; ۱۷ فوریهٔ ۱۹۳۷ – ۲۳ مارس ۲۰۱۵) هنرپیشه اهل ایتالیا بود.
از فیلم‌ها یا برنامه‌های تلویزیونی که وی در آن نقش داشته‌است می‌توان به آنای بروکلین اشاره کرد.